# 畔蒜郡
畔蒜郡（あひるぐん）は、上総国にかつて存在した郡である。小櫃川の上流域にあたる。のちに望陀郡（のちの君津郡）の一部となった。

## 詳細
『和名抄』に存在する古代の上総の郡名である。上総の下郡に郡支庁があったとされる。
畔蒜郡が望陀郡に併合された正確な時期は不明である。
1880（明治13）年の「東京地学会報告」によれば、当時なお久留里の近辺諸村を称して畔蒜庄と呼んでいたという。このため、望陀郡の中央より南はみな畔蒜郡に属していたものと推測される。
畔蒜郡の郷としては、美々、小河、甘木、椅原、三衆、新田が記録に残っている。
『日本霊異記』中巻「未作畢仏像而棄木示異霊表縁第廿六」に「上総国武射郡人（一云畔蒜郡人也）」という記載がある。